# Абдуррахман ибн Мухаммед
Абдуррахман ибн Мухаммед ибн аль-Ашас аль-Кинди (араб. عبد الرحمن بن محمد بن الأشعث الكندي‎; погиб в 704) — известный арабский военачальник времён династии Омейядов, предводитель восстания против халифа в 700—704 годах.

## Биография
Абдуррахман был сыном предводителя племени киндитов Мухаммеда ибн аль-Ашаса (ум. 686), который при Омейядах управлял сначала Табаристаном, затем Мосулом. Будучи правителем Систана, Абдуррахман ибн Мухаммед рядом искусных и энергичных военных действий, он вытеснил из Кабула тюрок и подчинил арабскому владычеству гористые, малодоступные части нынешнего Афганистана.
Из-за грубого обхождения с ним наместника он поднял восстание, двинулся к Куфе и провозгласил себя халифом (700 год). Войска, боготворившие Абдуррахмана, охотно пошли за ним, а население, недовольное суровыми мерами наместника, поддерживало восставших.
В первом сражении в Хузистане мятежники одержали победу (701 год), но под Басрой были разбиты, благодаря доблестным и умелым действиям конницы аль-Хаджжаджа, но последний не смог удержать за собой город. Абдуррахман двинулся к Куфе и отрезал ему пути отступления через Месопотамию. Подошедший с главными силами халиф Абд аль-Малик пытался вступить в переговоры, но Абдуррахман, ослеплённый победой, отказался от переговоров.
Много месяцев протекло в мелких стычках под Куфой. Наконец, в июле 702 года произошло генеральное сражение. И снова атака конницы решила бой в пользу халифа. Однако, иранцы с необычайным упорством продолжали войну, и только новое поражение при Мескине (ок. 50 км к северу от Багдада) окончательно расстроило планы Абдуррахмана. Он отступил лишь с несколькими тысячами своих последователей. Разбитый снова в Хузистане он держался ещё долго в горах близ Герата, пока не был убит в одном из сражений в 704 году.